# Centro de investigación CEA París-Saclay
El centro de investigación CEA París-Saclay se encuentra en Essonne, dentro de la Universidad París-Saclay, y es el mayor de los nueve centros del CEA. Conocido anteriormente como el centro CEA Saclay, en 2017 pasó por una reorganización que amplió su alcance para incluir diversas instalaciones, entre ellas Saclay, que dejó de considerarse un centro, Fontenay-aux-Roses, el sitio de París, además de los sitios de Évry, Orsay y Caen.
Esta institución trabaja en distintas áreas, tales como: energía nuclear, biociencias, clima y medio ambiente. También realiza estudios aplicados en física, química y tecnología. 
Este centro alberga la sede administrativa del C y ocupa una superficie de 220 hectáreas en la meseta de Saclay, al sur de París, dentro del polo científico y tecnológico París-Saclay. El complejo incluye una finca principal y una extensión cercana conocida como Orme des Merisiers acoge diariamente a 8.000 personas, entre ellas 5.400 empleados. 

## Actividades del centro

### Energías atómicas y alternativas
La investigación en torno a la  energía nuclear ha sido la principal actividad del centro desde su creación.Desde la ampliación del CEA para incluir las energías alternativas en 2010, el centro también participa en la investigación sobre el hidrógeno y las bioenergías. 
La investigación en energía nuclear se centra en optimizar el funcionamiento de las centrales nucleares francesas actuales y en desarrollar sistemas nucleares innovadores.A ello se designan recursos específicos: 
- Los reactores nucleares de investigación: Osiris, Isis y Orphée
- El LECI, Laboratorio Caliente para el Estudio de Materiales Irradiados
- La instalación de ensayos sísmicos “Tamaris”

Estos trabajos se completan con investigaciones sobre la gestión de residuos radiactivos y el desmantelamiento de antiguos reactores nucleares de investigación: EL2, EL3, Ulysse, etc. 
En paralelo a los trabajos experimentales, en el Departamento de Modelización de Sistemas y Estructuras (DM2S), se desarrollan y validan diversas herramientas de simulación numérica utilizadas en la industria nuclear. Se trata de códigos de simulación de mecánica estructural (Cast3m, EuroPlexus), termohidráulica (CATHARE, FLICA, ) y neutrónica (APOLLO, TRIPOLI). La plataforma SALOME, utilizada en particular para CAD, mallado y postprocesado de cálculos, también se desarrolla parcialmente.
Otros ámbitos de investigación son estudiados paralelamente al campo de la energía: 
- Investigación tecnológica: sistemas informáticos embarcados, sistemas interactivos (relaciones hombre-máquina), sensores y tratamiento de señales
- Investigación sanitaria: efecto de las radiaciones en las células y moléculas, ingeniería de proteínas, investigación de imágenes médicas y radioinmunoensayos
- Estudios medioambientales: modelización climática y efecto invernadero.

El taller de especialidad de descontaminación y condicionamiento (por sus siglas en francés ADEC), puesto en servicio en 1962 y cerrado en 2011, era explotado y supervisado por la Sociedad de Técnicas Ionizantes (por sus siglas en francés STMI). En septiembre de 2015, la STMI, una empresa del Grupo Areva, firmó un contrato por un valor de varios millones de euros con la CEA para el saneamiento radiológico del ADEC.

### Organizaciones y empresas establecidas
El Centro CEA de Saclay también alberga el Institut National des Sciences et Techniques Nucléaires (INSTN), cuya misión es proporcionar educación y formación profesional en el campo nuclear, el Laboratorio Léon Brillouin (LLB) y muchas otras organizaciones y empresas:
- La Agencia Nacional para la Gestión de Desechos radioactivos (Andra, por sus siglas en francés l’Agence nationale pour la gestion des déchets radioactifs)
- Instituto de Radioprotección y Seguridad Nuclear (IRSN)
- Instituto Internacional de Energía Nuclear (I2EN);
- Red Europea para la Enseñanza de las Ciencias Nucleares (Asociación ENEN);
- IBA, fabricante de moléculas radiomarcadas para radioterapia
- TechnicAtome (anteriormente Areva TA)
- Euriso-top, productor de disolventes y productos etiquetados que contiene deuterio
- Instituto de Investigación sobre las Leyes Fundamentales del Universo (IRFU, por sus siglas en francés l’Institut de recherche sur les lois fondamentales de l'univers);
- El Instituto de Rayos X de Saclay (IRAMIS, por sus siglas en francés Institut de Rayons X de Saclay);
- Desde el 2021, el centro alberga el Instituto de Neurociencias de París-Saclay.

## Historia

### Inicios
Los directores de la Comisión de Energía Atómica (Commissariat à l'énergie atomique) francesa decidieron crear un centro de investigación nuclear en 1945, el Centro de Estudios Nucleares de Saclay. Sin embargo, los primeros experimentos nucleares, en particular el reactor nuclear Zoé, se llevaron a cabo en el fuerte de Châtillon, en Fontenay-aux-Roses.
El director general del CEA, Raoul Dautry, eligió el terreno de Saclay en 1946: una meseta poco atractiva; con una población de aproximadamente 700 habitantes y escasa vegetación, donde el cultivo de trigo estaba expuesto. Fue adquirida tras algunos debates locales debido a su lejanía respecto a París y la proximidad que ofrecían medios de comunicación modernos, como el metro, para un centro de investigación de física nuclear.
El 11 de diciembre de 1946, se emitió una orden de expropiación de parcelas en Saclay. El 14 de diciembre del mismo año se publicó en el Diario oficial de la República Francesa la utilidad pública de la adquisición de dos terrenos situados a lo largo de la carretera 306 en los municipios de Saclay, Villiers-le-Bâcle y Saint-Aubin, con el fin de establecer el departamento industrial y científico del CEA. 
Aunque fue objeto de discusión, en 1947 se inició la construcción del centro de Saclay. Ese mismo año, Joliot-Curie viajó a Versalles para señalar que la supresión de tierras agrícolas no afectaría a la producción de trigo y que el centro no representaba ningún peligro. Frédéric Joliot y sus colaboradores incrementaron la serie de conferencias sobre la radioctividad tanto en cuestiones de seguridad como a la pérdida de tierras de trigo con el fin de tranquilizar a la población. El proyecto se denominó laboratorio atómico y no fábrica. 
El tema también se debatió en la Asamblea Nacional francesa en marzo de 1947.
En abril de 1948, se rechazaron las solicitudes de anulación de la orden de expropiación con el argumento de que las obras militares eran una medida de emergencia para reducir el desempleo durante cinco años.
En 1948, se hizo una demostración del primer reactor francés en el Fuerte de Châtillon ante Vincent Auriol, Joliot-Curie y Lew Kowarski. En 1948, tras el prototipo Zoé (energía cero, óxido de uranio yagua pesada) por lo que el laboratorio pudo  desarrollarse, y en diciembre de 1948 se consideró construir en Saclay un segundo reactor.
En 1949, los habitantes de Saclay aceptaron la construcción de un centro de operación nuclear a cambio de la promesa de que no supondría ningún tipo de peligro. 

### Desarrollo
El centro de Saclay fue la última gran obra del arquitecto Auguste Perret, que lo concibió como un pequeño Versalles dedicado a las ciencias atómicas. Diseñó alrededor de treinta edificios, de los que se construyeron veinte, entre ellos el emblemático restaurante (remodelado en 2004) y el Château d’eau, que se convirtió en el símbolo arquitectónico del CEA de Saclay. 
En 1950, tras la destitución de Frédéric Joliot como director general para la Energía Atómica, Francis Perrin lo precedió en la CEA (cargo que ocupó hasta 1970). 
En 1951, Jules Guéron fue nombrado primer director del Centro de Estudios Nucleares de Saclay.
En 1952, se inauguró el centro de Saclay y se instaló el primer reactor nuclear de investigación en Saclay, que fue el sucesor del reactor Zoé: EL2 o reactor de agua pesada nº2, estuvo en funcionamiento hasta 1965. En 1952 también se puso en operación en Saclay el primer acelerador de partículas del CEA. Ese mismo año se creó una división industrial dentro del CEA bajo la dirección de  Pierre Guillaumat. 
Durante una década se construyeron en Saclay ocho reactores de investigación nuclear: Aquilon (1956-1967); el reactor de agua pesada EL3 (1957-1979); Rubéole (1957-1963); Proserpine (1958-1961); PEG (1959-1960); Alizé (1959-1961) y Ulysse (1961-2007).
En marzo de 1964 se decidió construir el reactor Osiris y su modelo Isis. Las obras comenzaron en junio. Isis se puso en operación el 28 de abril de 1966 y Osiris el 8 de septiembre del mismo año.   
De 1976 a 1980, paralelamente al desarrollo del parque de reactores de agua a presión de EDF, en Francia, la CEA y la sociedad Technicatome construyeron en Saclay el reactor de investigación: Orphée, conocido bajo el nombre de Reactor de Alto Flujo (HFR) y fue puesto en servicio en Grenoble en 1971.    
En 2006, cerca de la ampliación del Orme des Merisiers, se inauguró el sincrotrón SOLEIL, propiedad conjunta del CEA y el CNRS. Fue hasta el 24 de octubre de 2015 cuando se inauguró la instalación del láser Apollon. Este láser alcanzó una potencia de cinco petavatios, lo que lo convirtió en el más potente del mundo. 
Desde de febrero de 2017, el centro se unificó con el CEA de Fontenay-aux-Roses para constituir el CEA Paris-Saclay. 
A finales de 2010, los reactores de investigación Orphée e Isis fueron cerrados por completo.  